# الشكيلين (القطن)
الشكيلين هي إحدى قرى عزلة القطن بمديرية القطن التابعة لمحافظة حضرموت، بلغ تعداد سكانها 291 نسمة حسب تعداد اليمن لعام 2004.
تبعد عن مركز المدينة القطن 8 كيلو متر، يربطها خط اسفلتي مع الخط الدولي الذاهب إلى دولة عمان
تحيط بها مزارع المواطنين والحقول الزراعية من جميع الجهات، من أشهر معالمها حصن بن خضام، الذي يعود تاريخ  بنائه إلى ما قبل 300 سنة.